# Província de Sado
Sado (佐渡国, Sado no kuni) foi uma antiga província do Japão até o final do século XIX; desde então, é parte da prefeitura de Niigata. Situa-se na Ilha de Sado, na costa da prefeitura de Niigata (no passado, a Província de Echigo).

Mapa das províncias japonesas (1868) com a província de Sado em destaque

Sado era uma das áreas mais remotas do Japão, e nobres e aristocratas eram comumente exilados em Sado quando decaíam. Pessoas eram também mandadas para minerar prata e ouro na ilha. No Período Kamakura, a província foi dada ao clã Honma de Honshū, que continuou a dominar Sado até 1589, quando Uesugi Kagekatsu da Província de Echigo tomou a ilha. Os xoguns Tokugawa  depois fizeram de Sado um feudo pessoal após Sekigahara e assumiram o controle direto de suas minas.
Hoje a ilha inteira compreende a cidade de Sado.

## Antigos distritos
- Distrito de Hamochi (羽茂郡)
- Distrito de Kamo (賀茂郡)
- Distrito de Sawata (雑太郡)